# Wazon

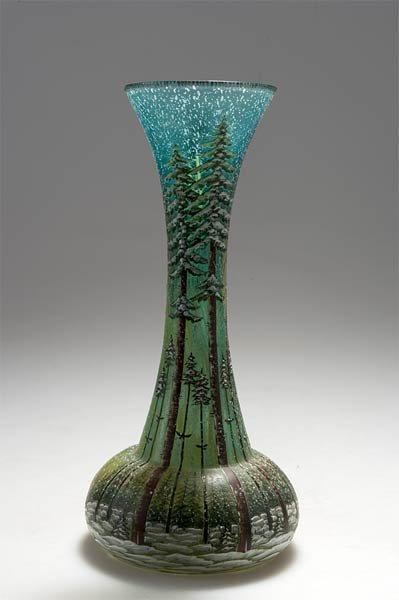
Wazon

Wazon – naczynie, najczęściej wykonane z porcelany lub szkła, o podłużnym, wysokim kształcie, służące do przechowywania kwiatów.
W architekturze element rzeźby architektonicznej, rozpowszechniony szczególnie w baroku i klasycyzmie, stosowany w ścisłym związku z budowlą (jako zwieńczenie frontonów i balustrad) oraz w postaci wolnostojącej dekoracji w ogrodzie na postumencie.